# Sergej Kraigher
Sergej Kraigher (Postojna, 1914. – Ljubljana, 18. siječnja 2001.), slovenski partizan, časnik i prvoborac.

## Životopis
Godine 1933. postao je članom Komunističke partije Slovenije (KPS), a iste je godine uhićen i osuđen na dvogodišnju kaznu zatvora. Već u ljeto 1941. pridružio se Narodnooslobodilačkoj borbi, gdje je obavljao različite partijske dužnosti. Zbog raznih sporova za vrijeme Drugog svjetskog rata više je mjeseci bio isključen iz KPS.
Bio je od 1951. guverner Narodne banke Jugoslavije, od 1967. predsjednik Skupštine Socijalističke Republike Slovenije, od 1974. predsjednik Predsjedništva Socijalističke Republike Slovenije, od 1979. član Predsjedništva SFRJ, a 1984. i predsjednik Predsjedništva SFRJ.